# Serie A 1975/1976
Serie A i fotboll 1975/1976 vanns av Torino Calcio.
| Vinnare av Serie A 1975/1976 |
| ---------------------------- |
| Torino Calcio Sjunde titeln  |
|                              |

## Classification
| P   | Lag                      | Spelade | Vinst | Oavgjort | Förlust | Gjorda mål | Insläppta mål | Målskillnad | Poäng | Notering            |
| --- | ------------------------ | ------- | ----- | -------- | ------- | ---------- | ------------- | ----------- | ----- | ------------------- |
| 1.  | Torino FC (C)            | 30      | 18    | 9        | 3       | 49         | 22            | +27         | 45    | Till Europacupen    |
| 2.  | Juventus FC              | 30      | 18    | 7        | 5       | 46         | 26            | +20         | 43    | Till UEFA-cupen     |
| 3.  | AC Milan                 | 30      | 15    | 8        | 7       | 42         | 28            | +14         | 38    | Till UEFA-cupen     |
| 4.  | FC Internazionale Milano | 30      | 14    | 9        | 7       | 36         | 28            | +8          | 37    | Till UEFA-cupen     |
| 5.  | SSC Napoli               | 30      | 13    | 10       | 7       | 40         | 27            | +13         | 36    | Till Cupvinnarcupen |
| 6.  | AC Cesena                | 30      | 9     | 14       | 7       | 39         | 35            | +4          | 32    | Till UEFA-cupen     |
| 6.  | Bologna FC 1909          | 30      | 9     | 14       | 7       | 32         | 32            | 0           | 32    |                     |
| 8.  | Perugia Calcio           | 30      | 10    | 11       | 9       | 31         | 34            | -3          | 31    |                     |
| 9.  | ACF Fiorentina           | 30      | 9     | 9        | 12      | 39         | 39            | 0           | 27    |                     |
| 10. | AS Roma                  | 30      | 6     | 13       | 11      | 25         | 31            | -6          | 25    |                     |
| 11. | Hellas Verona FC         | 30      | 8     | 8        | 14      | 35         | 46            | -11         | 24    |                     |
| 11. | UC Sampdoria             | 30      | 8     | 8        | 14      | 21         | 32            | -11         | 24    |                     |
| 13. | SS Lazio                 | 30      | 6     | 11       | 13      | 35         | 40            | -5          | 23    |                     |
| 13. | Ascoli Calcio 1898       | 30      | 4     | 15       | 11      | 19         | 34            | -15         | 23    | Till Serie B        |
| 15. | Calcio Como              | 30      | 5     | 11       | 14      | 28         | 36            | -8          | 21    | Till Serie B        |
| 16. | Cagliari Calcio          | 30      | 5     | 9        | 16      | 25         | 52            | -27         | 19    | Till Serie B        |